# 陈冠荣 (中华人民共和国)
陈冠荣（1915年12月5日—2010年12月31日），男，上海人，生于湖北武汉，中国化学工程学家，中国科学院院士，中国化工设计事业的开拓者。

## 生平
陈冠荣早年就读于上海圣约翰大学附中。1932年考入燕京大学医预科，1934年转入清华大学化学系。1936年毕业后曾任河北省立医学院讲师。抗日战争期间加入国民政府军政部化学兵队，从事防毒技术工作。此后还曾任职于柳州炼油厂、重庆炼油厂、第二十三兵工厂。抗战结束后前往台湾，任职于中国石油公司新竹研究所。1947年前往美国留学，次年获卡内基理工学院硕士学位。
回国后任职于东北化工局。后又历任重工业部化工局设计公司副经理，化工设计院副院长，化工部有机化工设计院副院长，化工部第一设计院副院长、院长兼总工程师等职。文化大革命期间受到冲击。文革经束后出任化工部科技局副局长兼总工程师。1980年当选中国科学院化学部学部委员（院士）。1982年起，任化工部副总工程师兼技术委员会副主任。2010年12月在北京逝世，享年95岁。